# یوگنیا نیوخالوا
یوگنیا نیوخالوا (انگلیسی: Yevgeniya Nyukhalova؛ زادهٔ ۲۵ مهٔ ۱۹۹۵) بازیکن والیبال اهل اوکراین است.